# Piezoelektrischer Sensor
Piezoelektrische Sensoren arbeiten mit dem piezoelektrischen Effekt und haben sich als universelles Instrument zum Messen verschiedener Prozesse erwiesen. Sie werden für die Bestimmung von Druck, Beschleunigung, Spannung, Kraft oder als Gassensor in der Qualitäts- sowie in der Prozesskontrolle eingesetzt.

## Anwendungen

Piezoelektrischer Sensor, welcher auf eine Kraft eine Spannung erzeugt

Viele Lebewesen verwenden Piezoelektrizität auf eine bestimmte Art und Weise: Knochen agieren als Kraftsensor. Unter Krafteinwirkung produzieren Knochen elektrische Ladungen proportional zu den inneren Belastungen. Diese Ladungen stimulieren und bewirken den Aufbau neuen Knochenmaterials, was zu einer Stärkung der Knochenstruktur an den Stellen führt, an denen die inneren Verformungen am größten sind. Dies führt zu belastungsspezifischen Minimalstrukturen und damit einem exzellenten Verhältnis von Gewicht zu Festigkeit.
Von der Entdeckung des piezoelektrischen Effekts durch die Brüder Curie bis zu seiner industriellen Nutzung in Sensoranwendungen verging einige Zeit. Erst seit den 1940er Jahren wird dieses Messprinzip eingesetzt und stellt heute eine ausgereifte Technologie mit einer herausragenden inhärenten Zuverlässigkeit dar; so wird der Piezoeffekt erfolgreich in zahlreichen kritischen Anwendungsbereichen, wie beispielsweise der Medizin-, Luftfahrt- oder Nukleartechnologie eingesetzt.
Der Aufstieg der piezoelektrischen Technologie beruht auf einer Reihe inhärenter Vorteile. Die hohen Elastizitätsmodule vieler piezoelektrischer Materialien sind mit den Elastizitätsmodulen vieler Metalle vergleichbar und reichen bis zu 105 N/mm². Obwohl piezoelektrische Sensoren elektromechanische Systeme sind, die auf Druck reagieren, zeigen die Messelemente nahezu keine Verformung (typischerweise werden die Messelemente nur um wenige Mikrometer komprimiert).
Dies ist ein Grund für die Robustheit der piezoelektrischen Sensoren, die sehr hohe Eigenfrequenz und die exzellente Linearität auch unter schwierigen Einsatzbedingungen. Darüber hinaus ist piezoelektrische Technologie unempfindlich gegen elektromagnetische Felder und Strahlungen. Einige der verwendeten Materialien – insbesondere Galliumphosphat und Turmalin – besitzen eine ausgezeichnete Stabilität über weite Temperaturbereiche, was einen Messbereich piezoelektrischer Sensoren bis fast 1000 °C ermöglicht. Zusätzlich zum Piezoeffekt existiert bei Turmalin der pyroelektrische Effekt. Dieser Effekt tritt auch bei allen Piezokeramiken (z. B. PZT) auf.
Ein Nachteil piezoelektrischer Sensoren ist ihre schlechte Eignung für den Einsatz bei rein statischen Messungen. Eine statische Kraft führt zu einer definierten Ladungsmenge an der Oberfläche des piezoelektrischen Materials. Wird diese Ladung nicht mit einem Ladungsverstärker, sondern – fachlich nicht korrekt – mit einem Impedanzwandler gemessen, gehen kontinuierlich Ladungen verloren, was letztendlich zu einem kontinuierlichen Signalabfall führt. Erhöhte Temperaturen erzeugen einen zusätzlichen Abfall des inneren Widerstands, daher können für solche Messbedingungen nur Materialien mit einem hohen inneren Widerstand eingesetzt werden.
Es wäre falsch anzunehmen, dass piezoelektrische Sensoren lediglich für sehr schnelle Prozesse oder unter moderaten Bedingungen verwendet werden können. Es existiert eine Vielzahl von Anwendungen, in denen unter quasistatischen Bedingungen gemessen wird, ebenso existieren Sensoren für Druckmessungen oberhalb von 500 °C.

## Funktionsweise

Elektrisches Ersatzschaltbild eines piezoelektrischen Sensors

In Abhängigkeit vom Schnitt des piezoelektrischen Materials können drei wesentliche Effekte und damit Funktionsweisen unterschieden werden: Transversal-, Longitudinal- und Schereffekt:
Transversaleffekt
Entlang einer neutralen Achse (y) wird eine Kraft aufgebracht und Ladungen in der (x)-Richtung zu y erzeugt. Die Höhe der Ladung ist von den Dimensionen des jeweiligen piezoelektrischen Elements abhängig. Wenn {\displaystyle a}, {\displaystyle b}, {\displaystyle c} die Dimensionen sind, dann gilt:
{\displaystyle Q_{x}=d_{xy}F_{y}b/a},
wobei {\displaystyle a} parallel zur neutralen Achse (y) und {\displaystyle b} parallel zur ladungserzeugenden Achse (x) verläuft. {\displaystyle d_{xy}} ist der piezoelektrische Koeffizient für diesen Effekt.
Longitudinaleffekt
Die erzeugte Ladungsmenge ist direkt proportional zu der Krafteinwirkung und unabhängig von der Größe oder Form des piezoelektrischen Elements. Die Verwendung mehrerer mechanisch in Serie und elektrisch parallel geschalteter Elemente ist daher der einzige Weg, die Ladungsmenge zu erhöhen. Die sich ergebende Ladung beträgt:
{\displaystyle Q_{x}=d_{xx}F_{x}n},
wobei {\displaystyle d_{xx}} der piezoelektrische Koeffizient (pC/N) für die erzeugte Ladung auf der x-Fläche ist, wenn die Kraft {\displaystyle F_{x}} parallel zur x-Achse [N] eingeleitet wird. {\displaystyle n} entspricht der Anzahl parallel geschalteter Elemente.
Schereffekt
Die erzeugte Ladung verhält sich auch hier direkt proportional zu der Krafteinwirkung und ist unabhängig von der Größe oder Form des piezoelektrischen Elements. Für {\displaystyle n} mechanisch in Serie und elektrisch parallel geschaltete Elemente beträgt die Ladung:
{\displaystyle Q_{x}=2d_{xx}F_{x}n}.
Im Gegensatz zum Longitudinal- und Schereffekt kann beim Transversaleffekt die erzeugte Ladungsmenge (Empfindlichkeit) über das Verhältnis Breite (a) zu Höhe (b) des Kristallelements verändert werden. Aus diesem Grund basieren die meisten Drucksensoren fast ausschließlich auf dem Transversaleffekt.

## Sensor-Design

Prinzip eines piezoelektrischen Sensors mit seismischer Masse und Piezoelement

Basierend auf der piezoelektrischen Messtechnik können zahlreiche physikalische Größen wie Druck und Beschleunigung gemessen werden. Für Drucksensoren wird eine dünne Membran mit bekannten Dimensionen und einer massiven Basis verwendet, um sicherzustellen, dass der Druck die Elemente gezielt in einer Richtung belastet. Bei Beschleunigungsaufnehmern wird eine seismische Masse mit den Kristallelementen verbunden. Wenn der Beschleunigungsaufnehmer eine Bewegung wahrnimmt, belastet die seismische Masse gemäß Newtons zweitem Bewegungsgesetz {\displaystyle F=ma} die Elemente.
Der Hauptunterschied in der Funktionsweise der beiden Sensoren ist die Art, in der die Kraft auf die Messelemente wirkt. In einem Drucksensor wird eine dünne Membran verwendet, um die Kraft zu den Elementen zu führen. In Beschleunigungsaufnehmern erfolgt die Krafteinwirkung durch eine seismische Masse.
Sensoren neigen häufig dazu, auf mehr als eine physikalische Größe anzusprechen. Drucksensoren zeigen ein Signal bei Beschleunigung, da ihre Membran eine Masse hat. Moderne Drucksensoren können beschleunigungskompensiert aufgebaut werden. Diese Kompensation basiert auf der Tatsache, dass das eigentliche Messelement sowohl Druck- als auch Beschleunigungsvorgänge misst. Ein zweites Messelement wird im Sensor so angeordnet, dass es lediglich Beschleunigungsvorgänge wahrnimmt. Um den „wahren“ Druckwert zu erhalten, wird das Beschleunigungssignal der zusätzlichen Elemente vom kombinierten Signal des eigentlichen (kombinierten) Drucksignals subtrahiert.

## Materialien
Für piezoelektrische Sensoren werden zwei wesentliche Materialgruppen eingesetzt: piezoelektrische Keramiken und einkristalline-Materialien. Keramiken (z. B. PZT-Keramiken) besitzen eine piezoelektrische Konstante, die zwei Größenordnungen über der der Kristallmaterialien liegt und die in Sinterprozesses hergestellt werden können. Allerdings ist die große Sensitivität mit einer schlechten Langzeitstabilität verbunden. Piezoelektrische Keramiken werden daher zumeist eingesetzt, wenn die Anforderungen an die Messgenauigkeit und Langzeitstabilität nicht zu hoch sind. Weniger sensitive einkristalline Materialien (Quarz, Turmaline und Galliumphosphat) haben wesentlich höhere – und nahezu unendliche – Langzeitstabilitäten.

## Standards
- Integrated Electronics Piezo-Electric (IEPE)